# تولید پایدار
تولید پایدار (به انگلیسی: Sustainable Production) به فرآیندهایی اطلاق می‌شود که در آن کالاها و خدمات به گونه‌ای تولید می‌شوند که تأثیرات منفی زیست‌محیطی را به حداقل می‌رسانند، منابع طبیعی را به طور بهینه مصرف می‌کنند، سلامت و ایمنی کارکنان و جوامع را تضمین می‌نمایند و همزمان کارایی اقتصادی را حفظ می‌کنند. این مفهوم بخشی از حرکت کلی به سمت توسعه پایدار است و نقش مهمی در رسیدن به اهداف توسعه پایدار سازمان ملل دارد.

## مفهوم‌شناسی

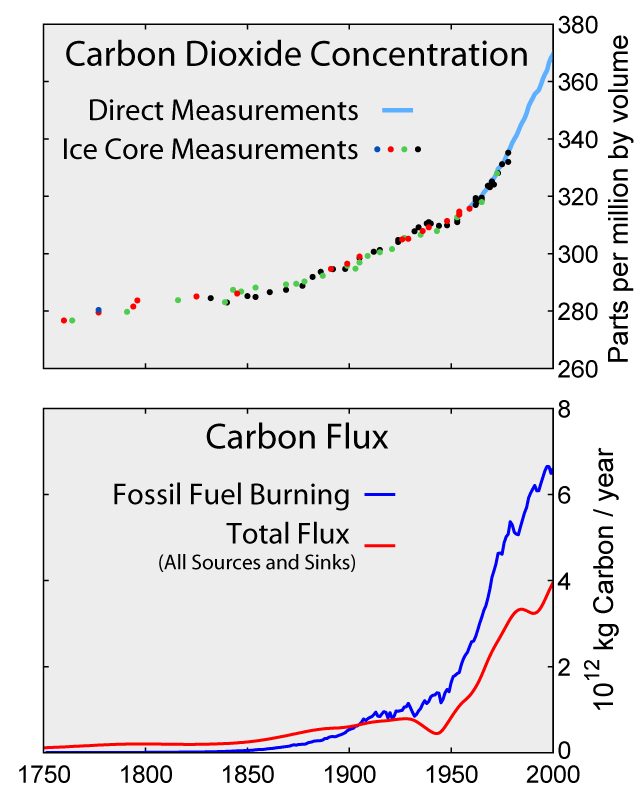
بالا: افزایش دی‌اکسید کربن جوی که در جو و لایه (های) یخ اندازه‌گیری می‌شوند. پایین: مقدار افزایش خالص کربن در جو، با برونده‌های کربن حاصل از سوختن سوخت فسیلی مقایسه شده است.

تولید پایدار در برابر تولید سنتی قرار می‌گیرد که غالباً بر افزایش بازده اقتصادی بدون در نظر گرفتن هزینه‌های زیست‌محیطی و اجتماعی تمرکز دارد. در تولید پایدار، علاوه بر سود اقتصادی، ملاحظاتی همچون حفظ منابع طبیعی، کاهش انتشار گازهای گلخانه‌ای، و بهبود شرایط کاری در نظر گرفته می‌شود.

## اصول تولید پایدار
اصول کلیدی تولید پایدار عبارتند از:
- کاهش مصرف منابع: کاهش استفاده از آب، انرژی و مواد خام در فرآیند تولید.
- کاهش ضایعات و آلودگی: به حداقل رساندن پسماندها و انتشار آلاینده‌ها به محیط‌زیست.
- استفاده از انرژی‌های تجدیدپذیر: جایگزینی سوخت‌های فسیلی با منابعی مانند انرژی خورشیدی یا باد.
- طراحی برای محیط‌زیست: طراحی محصولات به گونه‌ای که در پایان عمر مفیدشان قابل بازیافت یا تجزیه‌پذیر باشند.
- عدالت اجتماعی و اقتصادی: ایجاد محیط کاری ایمن، پرداخت منصفانه، و رعایت حقوق کارگران.

## تاریخچه
ایدهٔ تولید پایدار ریشه در جنبش‌های زیست‌محیطی دهه‌های ۱۹۶۰ و ۱۹۷۰ دارد که توجه جهانی را به پیامدهای منفی صنعتی شدن جلب کرد. در دههٔ ۱۹۸۰ با انتشار گزارش آینده مشترک ما از کمیسیون برونتلند، مفهوم توسعه پایدار و به تبع آن تولید پایدار وارد ادبیات رسمی سیاست‌گذاری جهانی شد. در دهه‌های اخیر، با شدت گرفتن بحران‌های زیست‌محیطی مانند گرمایش جهانی و کمبود منابع، تولید پایدار اهمیت بیشتری یافته‌است.

## فناوری‌ها و رویکردها

### تولید پاک‌تر (Cleaner Production)
این مفهوم به مجموعه‌ای از راهکارهای فنی و مدیریتی اشاره دارد که در راستای بهبود کارایی مصرف منابع و کاهش ضایعات طراحی شده‌اند. نمونه‌هایی از این اقدامات شامل استفاده مجدد از مواد، بهینه‌سازی فرآیندها، و جایگزینی مواد سمی با گزینه‌های ایمن‌تر است.

### چرخۀ عمر محصول (Life Cycle Assessment - LCA)
ارزیابی چرخۀ عمر یکی از ابزارهای کلیدی برای سنجش پایداری یک محصول است. این روش تمام مراحل عمر محصول را از استخراج مواد خام تا بازیافت نهایی در نظر می‌گیرد.

### اقتصاد چرخشی

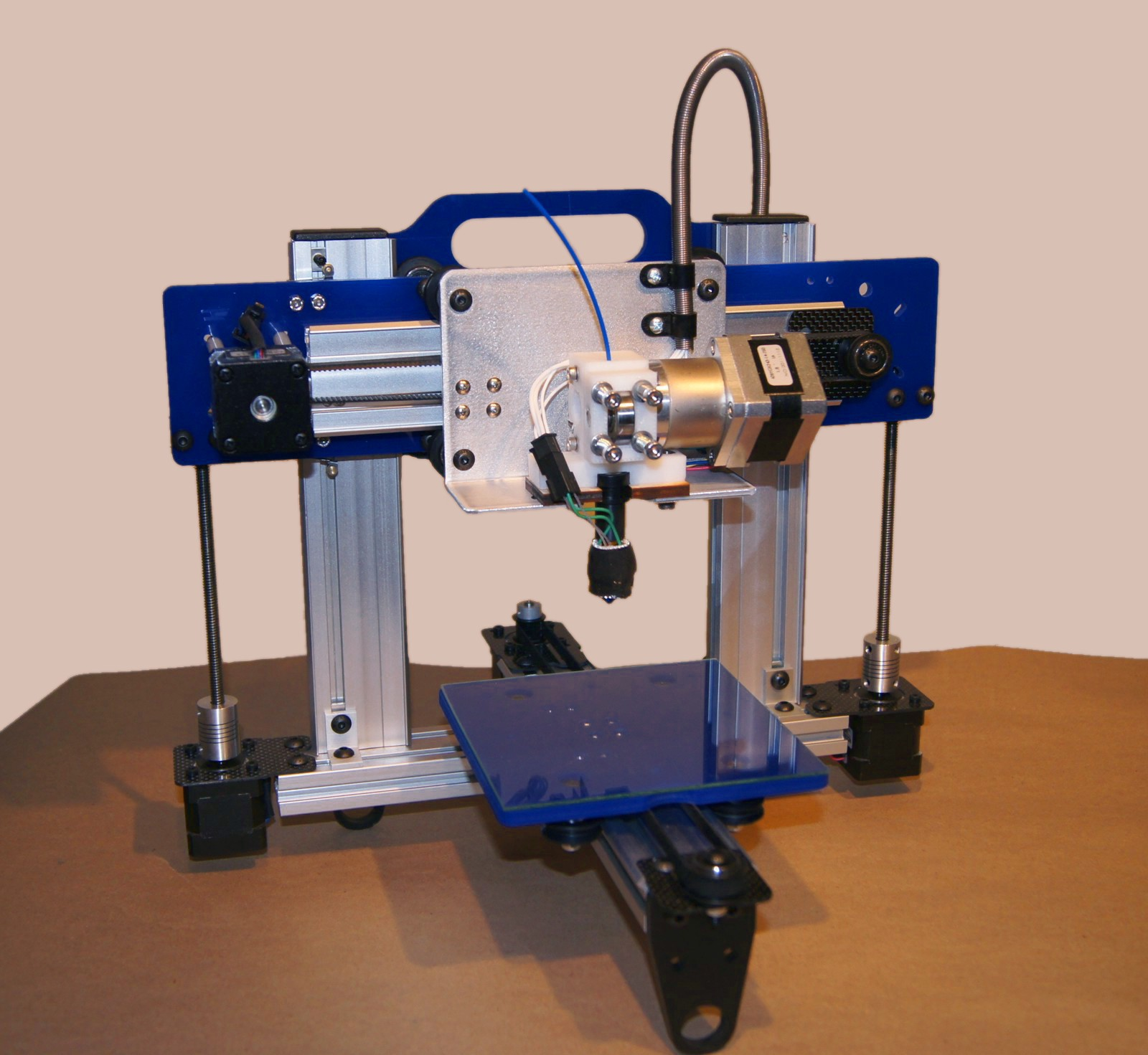
یک چاپگر سه‌بعدی FDM (متریال ترموپلاستیک)

در چارچوب اقتصاد چرخشی، تولیدکنندگان موظف‌اند محصولاتی طراحی کنند که قابلیت بازیافت، تعمیر یا استفاده مجدد داشته باشند. این رویکرد در تضاد با مدل خطی سنتی "بگیر-بساز-دور بینداز" قرار دارد.

### دیجیتالی‌سازی و صنعت 4.0
فناوری‌های نوین مانند اینترنت اشیاء، هوش مصنوعی و تولید افزایشی در بهینه‌سازی مصرف منابع، کاهش ضایعات، و پایش دقیق فرآیندها نقش مهمی دارند.

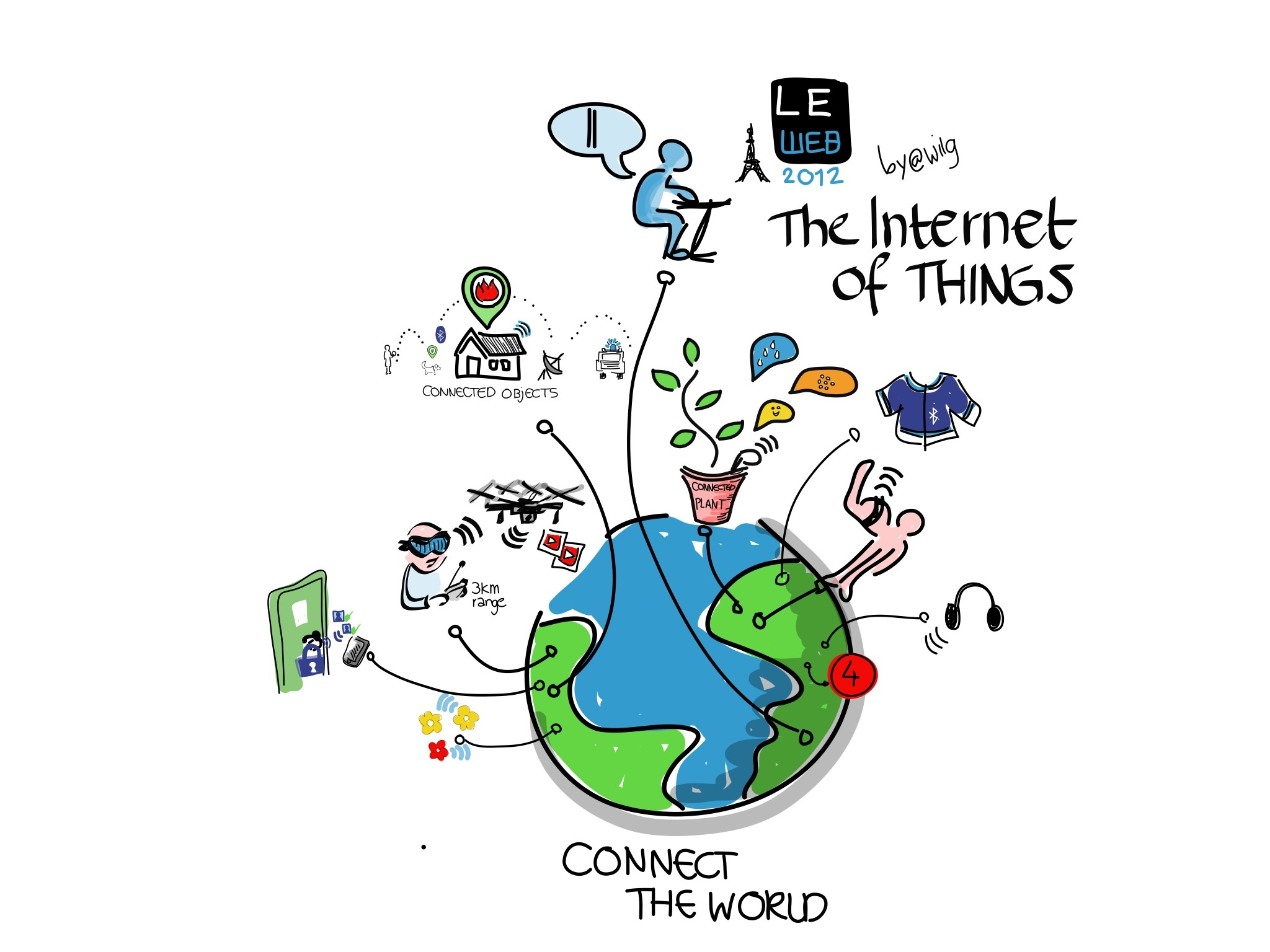
اینترنت اشیاء، دستگاه‌ها و خودروهای مجهز به حسگرهای الکترونیکی و اینترنت را به یک‌دیگر متصل می‌کند.

## نمونه‌هایی از کاربرد

### صنعت خودروسازی

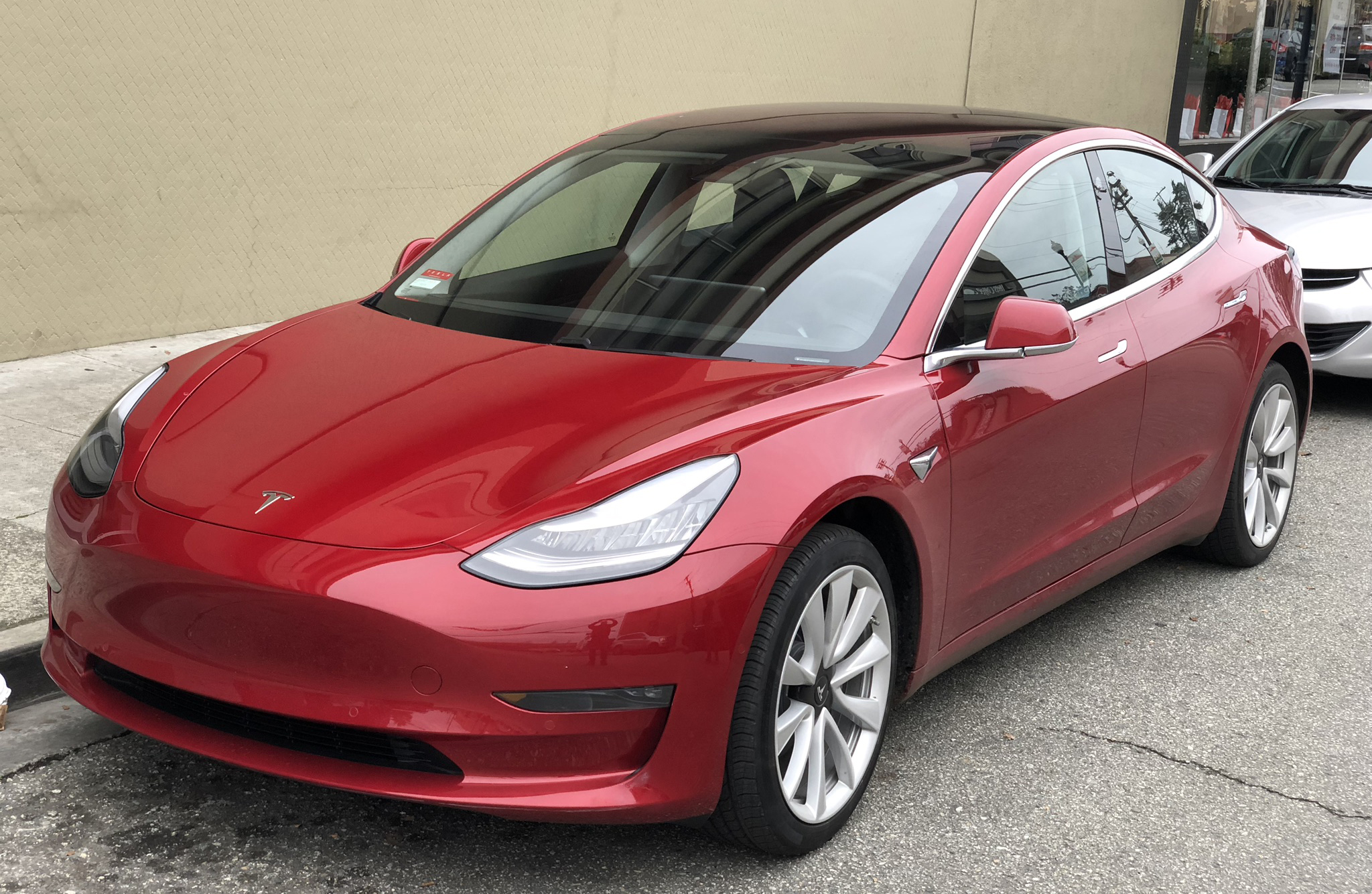
تسلا مدل ۳

شرکت‌هایی مانند تویوتا و تسلا به استفاده از مواد بازیافتی، طراحی خودروهای الکتریکی، و کاهش مصرف انرژی در خطوط تولید روی آورده‌اند.

### کشاورزی پایدار

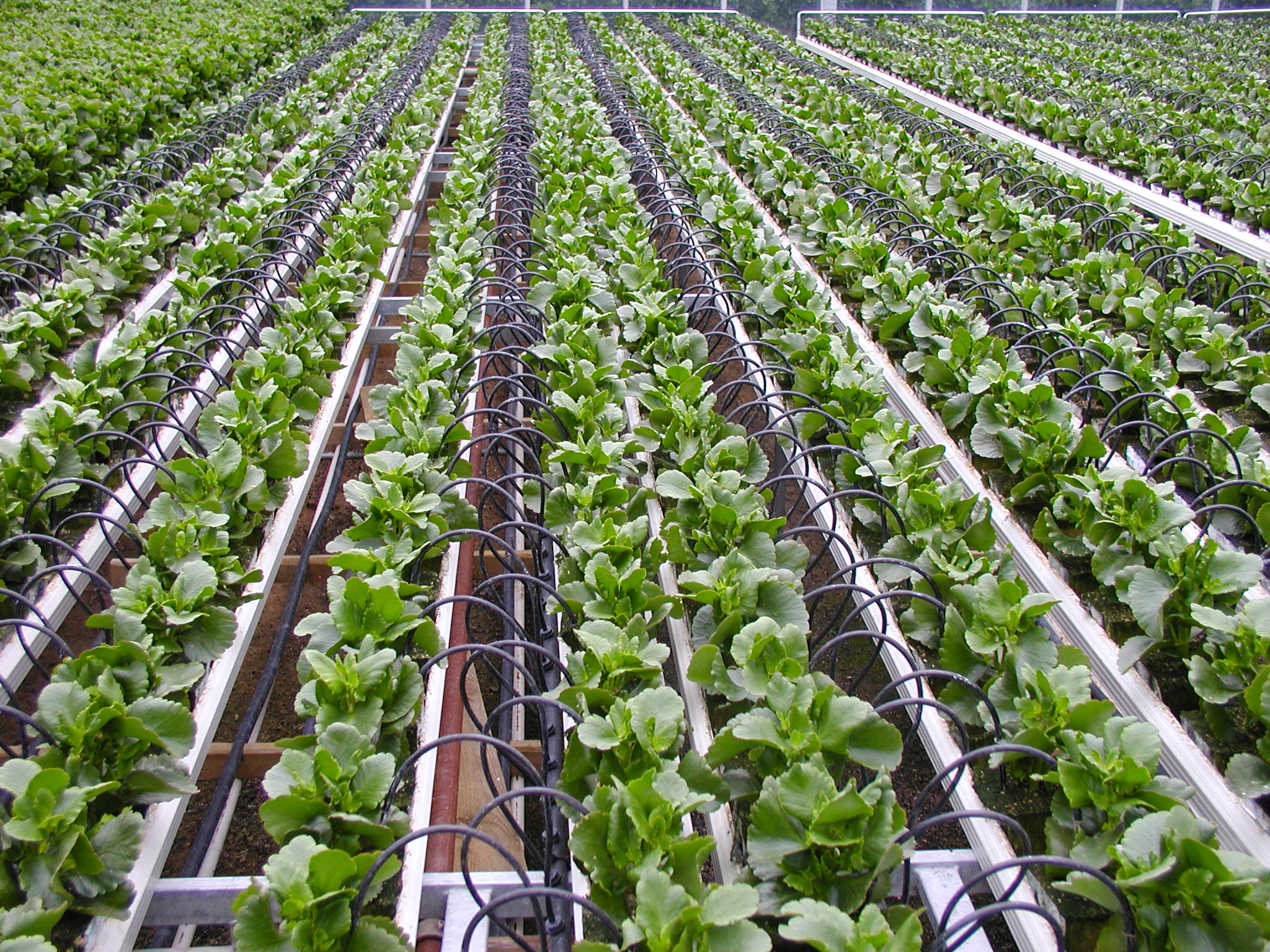
آبیاری قطره‌ای درون ظرف به کمک قطره‌چکان‌های روی خطی

در کشاورزی نیز استفاده از روش‌هایی مانند آبیاری قطره‌ای، کشت تلفیقی، و کودهای طبیعی به منظور کاهش اثرات زیست‌محیطی گسترش یافته‌است.

### صنایع شیمیایی
استفاده از مواد اولیه سبز، راکتورهای با بازده بالا، و بازیابی حرارتی در صنایع شیمیایی از راهکارهای کلیدی در تولید پایدار هستند.

## چالش‌ها
علی‌رغم مزایای فراوان، تولید پایدار با موانعی نیز روبروست:
- هزینه‌های اولیه بالا: فناوری‌های سبز معمولاً نیازمند سرمایه‌گذاری اولیه قابل‌توجهی هستند.
- مقاومت فرهنگی و ساختاری: شرکت‌ها ممکن است در برابر تغییر رویه‌های قدیمی مقاومت نشان دهند.
- نبود قوانین الزام‌آور: در بسیاری از کشورها چارچوب‌های قانونی قوی برای الزام به تولید پایدار وجود ندارد.
- عدم آگاهی مصرف‌کنندگان: تقاضا برای کالاهای پایدار در گرو افزایش آگاهی عمومی است.

## وضعیت در ایران
در ایران نیز در سال‌های اخیر تلاش‌هایی برای گسترش تولید پایدار صورت گرفته‌است. وزارت صمت، سازمان حفاظت محیط‌زیست و شرکت‌های دانش‌بنیان در راستای بهینه‌سازی مصرف انرژی و مدیریت پسماند صنعتی اقداماتی انجام داده‌اند. با این حال، چالش‌هایی نظیر محدودیت منابع مالی، تحریم‌های بین‌المللی و فقدان زیرساخت‌های مناسب، پیشرفت در این حوزه را کند کرده‌اند.

## آیندۀ تولید پایدار
با افزایش فشارهای جهانی برای مقابله با تغییرات اقلیمی و کاهش منابع طبیعی، انتظار می‌رود که تولید پایدار به یک الزام اجتناب‌ناپذیر برای صنایع تبدیل شود. ترکیب فناوری‌های نوین، سیاست‌گذاری هوشمند، و فرهنگ‌سازی عمومی می‌تواند مسیر تحقق این هدف را هموار سازد.

## پیوندهای وابسته
- توسعه پایدار
- گرمایش زمین
- انرژی تجدیدپذیر
- اقتصاد سبز
- صنعت 4.0
- طراحی پایدار